# De gevangenneming van Christus (navolger van Jheronimus Bosch)
De gevangenneming van Christus is een schilderij van een navolger van de Zuid-Nederlandsche schilder Jheronimus Bosch in het Noordbrabants Museum in 's-Hertogenbosch.

## Voorstelling
Het stelt de arrestatie van Christus voor zoals beschreven in Johannes 18 : 10-11. Christus heeft zijn ogen lijdzaam naar beneden geslagen, terwijl hij omringd wordt door ongure types. Geheel rechts heft de heilige Petrus het zwaard tegen Malchus, de helper van de hogepriester. Hij probeert hem van het lijf te houden met zijn attribuut, de lantaarn, terwijl hij Petrus in zijn arm bijt. Rechts van de Christusfiguur bevindt zich de lijkwitte kop van Judas. Hij houdt zijn handen om de hals van Christus, waarschijnlijk als aanduiding van de verradelijke omhelzing waarmee hij Christus heeft verraden. Links van Christus heeft een van zijn volgelingen zijn zwaard half uit de schede getrokken. Helemaal bovenaan is een sinistere figuur met een fakkel te zien. Alle zeven personen zijn ten halve lijve afgebeeld en bevinden zich in een nachtelijk landschap.

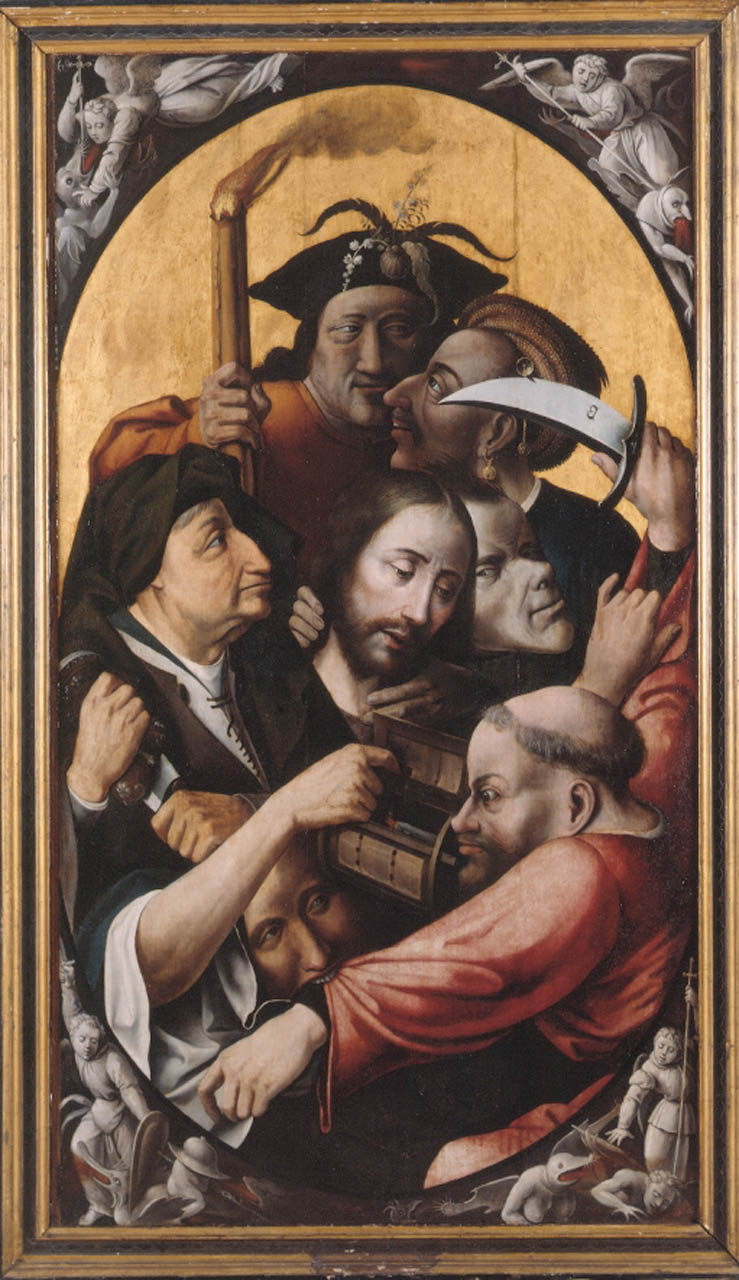
Navolger van Jheronimus Bosch. Passie-drieluik, linkervleugel. Ca. 1530.

## Toeschrijving en datering
De voorstelling is een variant op het linkerpaneel van het Passie-drieluik in het Museo de Bellas Artes in de Spaanse stad Valencia, dat aantoonbaar gemaakt is door een navolger van Jheronimus Bosch (ca. 1450-1516). Kunsthistoricus Gerd Unverfehrt gaat ervan uit dat beide werken door dezelfde meester gemaakt zijn, die hij de Meester van het Passie-drieluik in Valencia noemt en die hij plaatst in Antwerpen, tussen 1520 en 1530. Dendrochronologisch onderzoek heeft aangetoond, dat het Passie-drieluik op zijn vroegst omstreeks 1528 ontstaan kan zijn. Ervan uitgaande dat De gevangenneming van Christus in 's-Hertogenbosch ontleend is aan dit werk, moet het dus ergens na dat jaar ontstaan zijn. De panelen van het exemplaar in 's-Hertogenbosch zelf zijn overigens dendrochronologisch omstreeks 1462 of later gedateerd. Voor deze zeer vroege datering heeft men echter geen verklaring. Van de Gevangenneming bestaan verder nog twee exemplaren: één in het San Diego Museum of Arts en één waarvan de huidige verblijfplaats onbekend is. Beide exemplaren kwamen na dat in 's-Hertogenbosch tot stand.
Volgens oudere Bosch-auteurs gaat het hier om een kopie naar een verloren gegaan origineel van Bosch. Charles de Tolnay beschouwt dit origineel als een laat werk en ziet overeenkomsten met de Doornenkroning van Christus in Londen, de Christus voor Pilatus in Princeton en de Kruisdraging in Gent. Volgens De Tolnay schilderde Bosch deze werken, die allemaal uit halffiguren met karikaturale koppen bestaan, vlak voor zijn dood. Recent onderzoek wijst er echter op dat Bosch zich waarschijnlijk nooit op die manier ontwikkeld heeft. Volgens Ludwig von Bladass wijkt het werk zodanig af van het vermeende origineel, dat een datering vrijwel onmogelijk is.

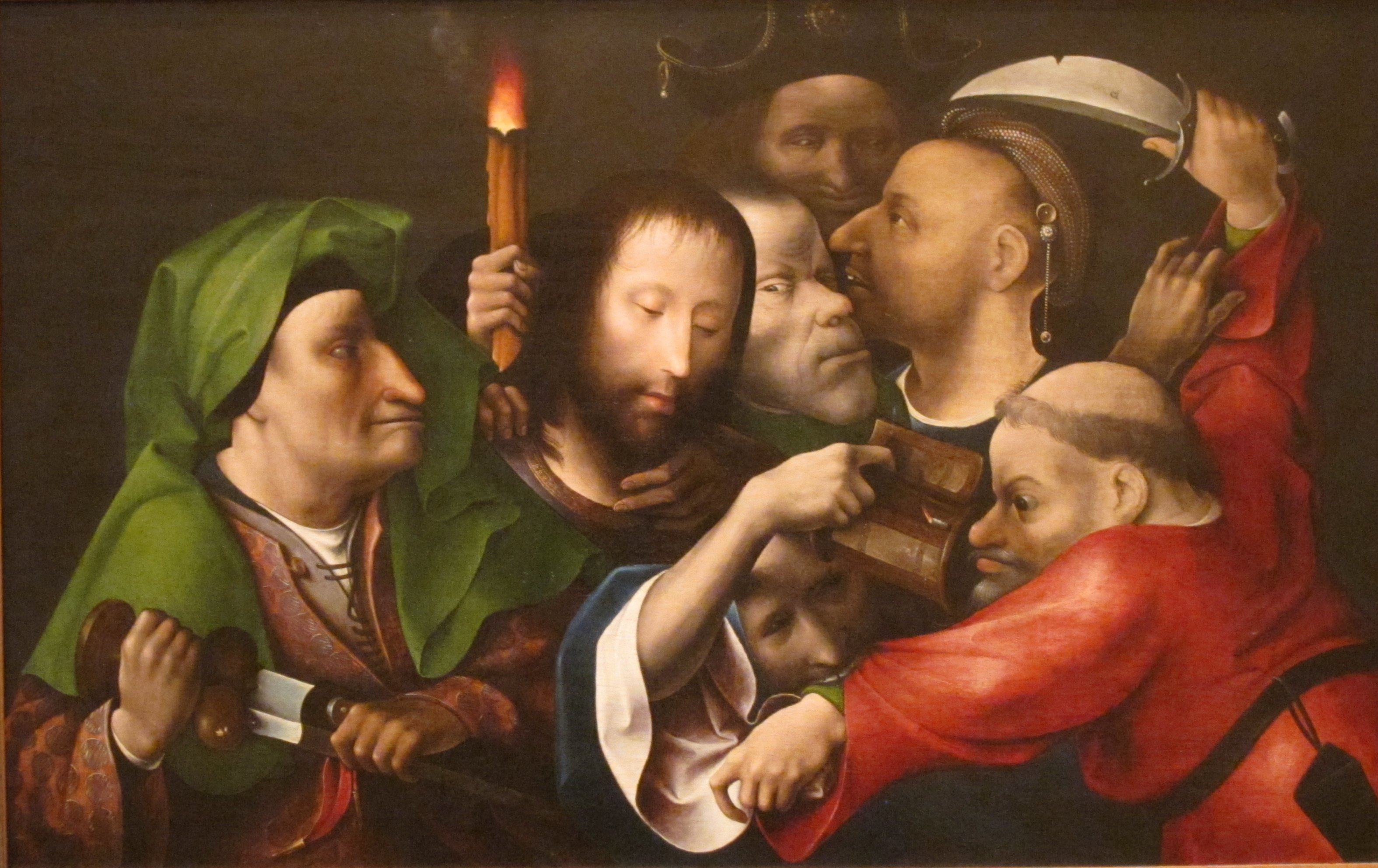
Navolger van Jheronimus Bosch. De gevangenneming van Christus. Ca. 1500-1550. San Diego, San Diego Museum of Art.

## Herkomst
De gevangenneming van Christus is afkomstig uit een privéverzameling in Parijs, waar het zich gedurende enkele generaties bevond. Op 9 oktober 1930 werd het via bemiddeling van dr. A.G.C. de Vries van veilinghuis R.W.P. de Vries en met steun van de Vereniging Rembrandt aangekocht door het Rijksmuseum Amsterdam. Omdat de toenmalige directeur van het Rijksmuseum, Frederik Schmidt Degener, ervan uitging dat het hier om een authentiek werk van Bosch ging, betaalde het Rijksmuseum 80.000 gulden voor het schilderij, destijds een aanzienlijk bedrag.
Aanvankelijk leek er niets mis te zijn met deze aankoop. Men kende het drieluik in Valencia en oordeelde dat de versie in Amsterdam van een veel betere kwaliteit was en dus het origineel moest zijn. Bovendien had dr. A.G.C. de Vries een brief van de eminente kunsthistoricus Max Friedländer in zijn bezit, waarin hij schrijft dat het een ‘gut erhaltenes Werk von Hier. Bosch’ (goed bewaard gebleven werk van Jheronimus Bosch) is. Nog geen jaar later, echter, op 28 juni 1931, kwam Friedländer bij kunsthandel Caspari in München een van de twee kopieën van het werk tegen, die zich tegenwoordig in het San Diego Museum of Art bevindt. Deze ontdekking dwong hem zijn mening ten opzichte van paneel in Amsterdam te herzien, ten gunste van de Münchener versie. Daarnaast kocht in hetzelfde jaar Museum Boijmans Van Beuningen de inmiddels wereldberoemde Marskramer aan. In vergelijking met dit werk kon men zich moeilijk voorstellen dat beide werken door dezelfde schilder gemaakt waren. Daarna verdween de Gevangenneming in het depot van het Rijksmuseum, tot het in 2001 in bruikleen werd afgestaan aan het Noordbrabants Museum in 's-Hertogenbosch, waar het sindsdien deel uitmaakt van de permanente tentoonstelling De wereld van Bosch.